# 3598 Saucier
A 3598 Saucier (ideiglenes jelöléssel 1977 KK1) a Naprendszer kisbolygóövében található aszteroida. Howell Bus, E. fedezte fel 1977. május 18-án.